# Wielka Encyklopedia Radziecka
Wielka Encyklopedia Radziecka (ros. Большая советская энциклопедия) – jedna z największych encyklopedii światowych w języku rosyjskim, wydawana w ZSRR w trzech edycjach (1926–1947, 1950–1958, 1969–1978). Obecnie w internecie istnieją edycje online wszystkich trzech wydań.

## Wydania

### Edycja I
Pierwsza edycja liczyła 65 tomów zawierających 65 tys. haseł (plus dodatkowy tom o Związku Radzieckim). Jej redaktorem naczelnym był Otto Szmidt. Decyzja o wydaniu encyklopedii zapadła w 1925 uchwałą Prezydium CKW ZSRR. Na podstawie tej samej uchwały powołano towarzystwo akcyjne „Sowietskaja encikłopedija”, przekształcone następnie w 1930 w Państwowe Wydawnictwo Słownikowo-Encyklopedyczne i w 1937 w Państwowy Instytut „Sowietskaja Encikłopedija”, które było wydawcą encyklopedii. Tom pierwszy ukazał się w 1926 roku, a ostatni, na skutek opóźnień spowodowanych wybuchem wojny, w 1947. Wydanie było bogato ilustrowane, zwłaszcza rycinami w wykonaniu znanych radzieckich grafików.
Nakład każdego tomu wynosił 50–80 tys. egzemplarzy. Redakcja encyklopedii mieściła się w Domu Anienkowych w Moskwie.
Pośród redaktorów pierwszej edycji encyklopedii znajdowały się czołowe postacie świata nauki, sztuki i polityki ówczesnego ZSRR, m.in.:  Aleksiej Bach, Andriej Bubnow, Nikołaj Burdenko, Nikołaj Bucharin, Wasilij Wiliams, Kliment Woroszyłow, Iwan Gubkin, Igor Grabar, Walerian Kujbyszew, Anatolij Łunaczarski, Władimir Obruczew, Michaił Pokrowski, Karol Radek, Nikołaj Siemaszko, Paweł Fłorienski, Michaił Frunze i in.

### Edycja II

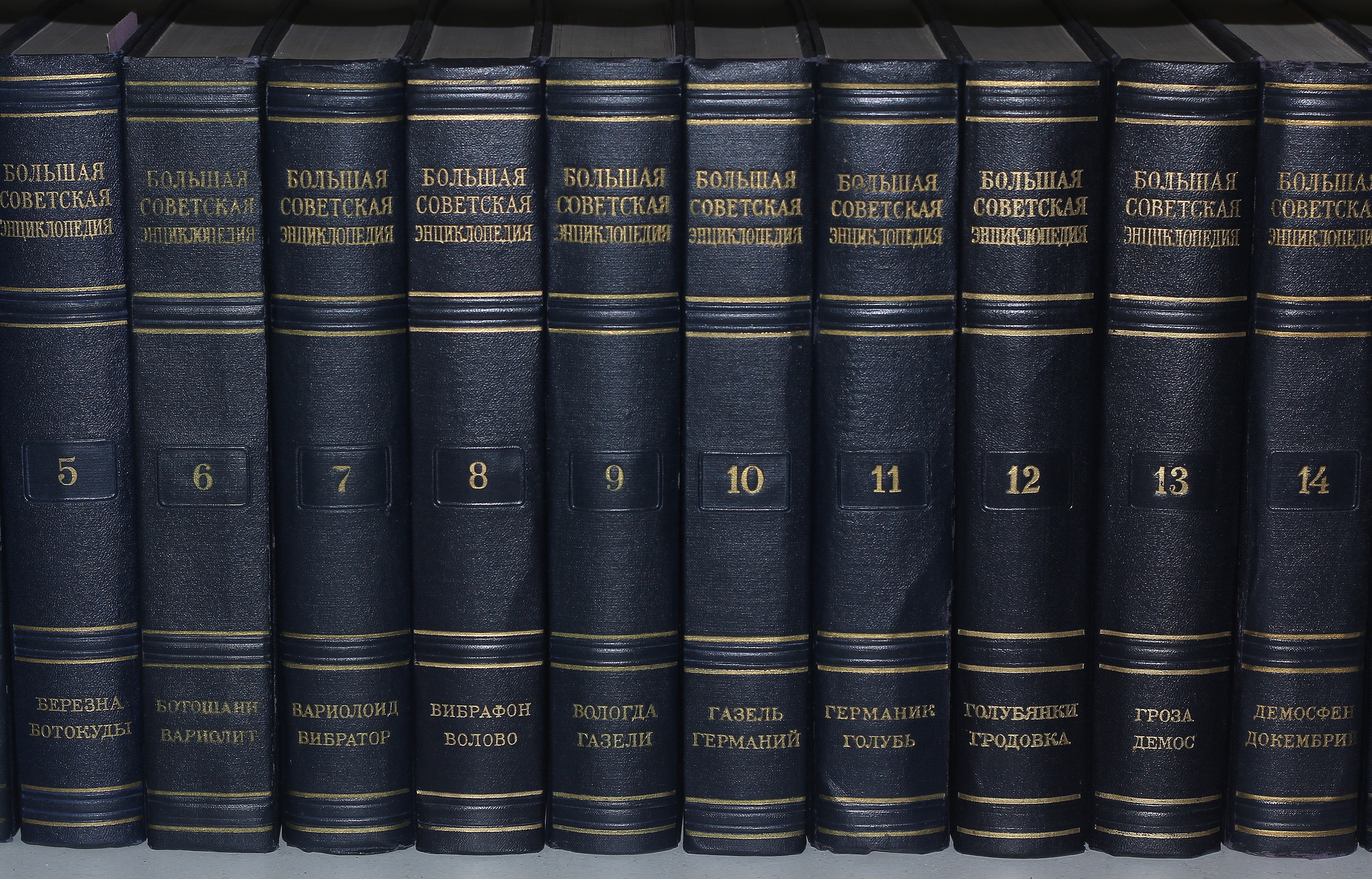
Tomy II wydania Wielkiej Encyklopedii Radzieckiej

Drugie wydanie encyklopedii było wynikiem decyzji Rady Ministrów ZSRR z 20 lutego 1949. Głównymi jej redaktorami byli: w latach 1949–1951 Siergiej Wawiłow (tomy 1–7), w latach 1951–1958 (tomy 8–21). Wydawcą encyklopedii było Państwowe Wydawnictwo Naukowe „Bolszaja Sowietskaja Encikłopedija”. Druga edycja składała się z 51 tomów (49 tomów właściwej encyklopedii plus dodatkowy tom poświęcony ZSRR oraz tom pt. Spis alfabetyczny w dwóch woluminach). Zawierała 100 tys. haseł, ponad 40 tys. ilustracji i 2362 mapy. Poszczególne tomy ukazywały się w latach 1950–1958. W 1960 dodrukowano do niej dwuwoluminowy indeks przedmiotowo-imienny. nakład każdego tomu wynosił 250–300 tys. egzemplarzy.
Pośród jej redaktorów można odnaleźć m.in. nazwiska: Nikołaja Aniczkowa, Iwana Bardina, Wiktora Winogradowa, Andrieja Grigoriewa, Andrieja Kołmogorowa, Olgi Lepieszyńskiej, Trofima Łysenki, Aleksandra Oparina, i in.

### Edycja III
Wydanie trzecie Wielkiej Encyklopedii Radzieckiej powstało na podstawie decyzji KC KPZR z 2 lutego 1967 roku. Jej wydawcą było wydawnictwo „Sowietskaja Encikłopedija”. Liczyło 30 tomów (tom 24 miał dodatkowy wolumin poświęcony w całości ZSRR) plus dodatkowy, nienumerowany tom ze spisem indeksem alfabetycznym haseł, zawierających w sumie około 95 tys. haseł, ponad 29 tys.ilustracji, 3,7 tys. portretów i ponad 500 map. Do tomu 14 z hasłem Lenin dołączona była płyta gramofonowa z zapisem jego przemówień. Nakład każdego tomu liczył 630 tys. egzemplarzy. W przygotowaniu wydania wzięło udział blisko 10 tys. specjalistów z różnych dziedzin. W latach 1957–1990 corocznie publikowane były poprawki. Głównym redaktorem trzeciego wydania był Aleksandr Prochorow. Wydanie to ukazało się w języku angielskim, wydane w USA w latach 1973–1982 nakładem wydawnictwa Macmillan Publishers.

## Cenzura
Encyklopedia ta, jak i inne radzieckie publikacje, była cenzurowana i służyła propagandzie komunistycznego systemu totalitarnego. Przykładowo, po rozstrzelaniu w 1953 Ławrientija Berii, subskrybenci Wielkiej Encyklopedii otrzymywali przesyłki z kartami do podmiany i zaleceniem, aby za pomocą nożyc lub żyletki usunąć z tomu piątego strony 22, 23, 24 i 25 oraz portret między stronami 23 i 24 (ta część zawierała wielkie hasło i portret Berii), a na to miejsce wkleić przysłane karty ze znacznie poszerzonymi kilkoma hasłami, m.in. Morze Beringa.

## Wydanie nierosyjskojęzyczne

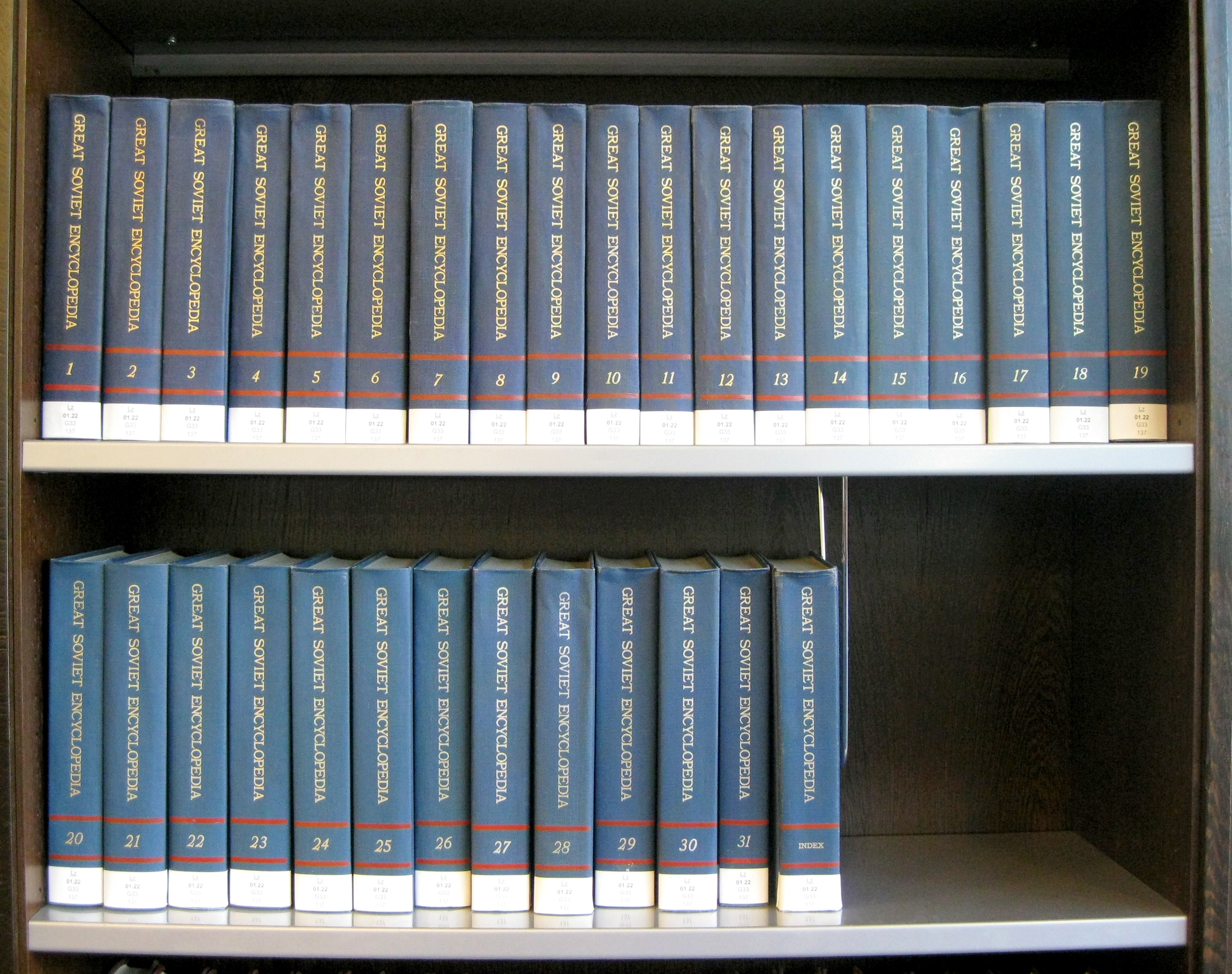
Pełne wydanie anglojęzycznej Wielkiej Encyklopedii Radzieckiej

Wielka Encyklopedia Radziecka (głównie III edycja) miała również wersje nierosyjskie: ukraińską, białoruską, uzbecką, kazachską, gruzińską, azerbejdżańską, litewską, mołdawską, łotewską, kirgiską, tadżycką, armeńską, turkmeńską i estońską, jak również grecką (34 tomy, 1977–1983) i angielskojęzyczną (31 tomów, 1974–1983).
| Tytuł oryginału                     | Transkrypcja (gdy potrzebna)            | Tłumaczenie tytułu                    | Liczba tomów | Lata wydania |
| ----------------------------------- | --------------------------------------- | ------------------------------------- | ------------ | ------------ |
| Українська радянська енциклопедія   | Ukrajinśka radjanśka encykłopedija      | Ukraińska Encyklopedia Radziecka      | 17           | 1959–1965    |
| Eesti nõukogude entsüklopeedia      | —                                       | Estońska Encyklopedia Radziecka       | 8            | 1968–1976    |
| Беларуская савецкая энцыклапедыя    | Biełaruskaja sawietskaja encykłapiedyja | Białoruska Encyklopedia Radziecka     | 12           | 1969–1975    |
| Енчиклопедия советикэ молдовеняскэ  | Enciclopedia sovietică moldovenească    | Mołdawska Encyklopedia Radziecka      | 8            | 1970–1981    |
| Ўзбек совет энциклопедияси          | Uzbek soviet entsiklopediyasi           | Uzbecka Encyklopedia Radziecka        | 14           | 1971–1980    |
| Қазақ кеңес энциклопедиясы          | Qazaq keñes encïklopedïyası             | Kazachska Encyklopedia Radziecka      | 10           | 1972–1978    |
| Հայկական սովետական հանրագիտարան     | Haykakan sovetakan hanragitaran         | Armeńska Encyklopedia Radziecka       | 13           | 1974–1987    |
| Түркмен совет энциклопедиясы        | Türkmen soviet entsiklopediyasy         | Turkmeńska Encyklopedia Radziecka     | 10           | 1974–1989    |
| ქართული საბჭოთა ენციკლოპედია        | kartuli sabch'ota encik'lop'edia        | Gruzińska Encyklopedia Radziecka      | 12           | 1975–1987    |
| Кыргыз Совет Энциклопедиясы         | Kyrgyz Sowiet Encikłopedijasy           | Kirgiska Encyklopedia Radziecka       | 6            | 1976–1980    |
| Lietuviškoji tarybinė enciklopedija | —                                       | Litewska Encyklopedia Radziecka       | 10           | 1976–1985    |
| Азәрбајҹан Совет Енсиклопедијасы    | Azәrbaycan Sovet Ensiklopediyası        | Azerbejdżańska Encyklopedia Radziecka | 10           | 1976–1987    |
| Энциклопедияи советии тоҷик         | Enciklopedijai sowietii toczik          | Tadżycka Encyklopedia Radziecka       | 8            | 1978–1988    |
| Latvijas padomju enciklopēdija      | —                                       | Łotewska Encyklopedia Radziecka       | 11           | 1981–1988    |